# Javier Torres Ramis
Vicente Javier Torres Ramis (Palma de Mallorca, 14 de junio de 1974) es un deportista español que compitió en natación adaptada. Ganó dieciséis medallas en los Juegos Paralímpicos de Verano entre los años 1992 y 2008.

## Palmarés internacional
| Juegos Paralímpicos | Juegos Paralímpicos      | Juegos Paralímpicos | Juegos Paralímpicos         |
| Año                 | Lugar                    | Medalla             | Prueba                      |
| ------------------- | ------------------------ | ------------------- | --------------------------- |
| 1992                | Barcelona (España)       | Medalla de oro      | 4 × 50 m libre S1-6         |
| 1992                | Barcelona (España)       | Medalla de plata    | 4 × 50 m estilos S1-6       |
| 1992                | Barcelona (España)       | Medalla de plata    | 150 m estilos SM4           |
| 1992                | Barcelona (España)       | Medalla de bronce   | 50 m mariposa S5            |
| 1992                | Barcelona (España)       | Medalla de bronce   | 100 m braza SB3             |
| 1996                | Atlanta (Estados Unidos) | Medalla de oro      | 150 m estilos SM4           |
| 1996                | Atlanta (Estados Unidos) | Medalla de plata    | 4 × 50 m libre S1-6         |
| 1996                | Atlanta (Estados Unidos) | Medalla de bronce   | 4 × 50 m estilos S1-6       |
| 2000                | Sídney (Australia)       | Medalla de oro      | 150 m estilos SM4           |
| 2000                | Sídney (Australia)       | Medalla de oro      | 4 × 50 m estilos (20 ptos.) |
| 2000                | Sídney (Australia)       | Medalla de oro      | 4 × 50 m libre (20 ptos.)   |
| 2000                | Sídney (Australia)       | Medalla de bronce   | 50 m braza SB3              |
| 2004                | Atenas (Grecia)          | Medalla de plata    | 150 m estilos SM4           |
| 2004                | Atenas (Grecia)          | Medalla de bronce   | 4 × 50 m estilos (20 ptos.) |
| 2008                | Pekín (China)            | Medalla de plata    | 150 m estilos SM4           |
| 2008                | Pekín (China)            | Medalla de bronce   | 4 × 50 m estilos (20 ptos.) |